# Euphoria (album av Vinnie Vincent)
Euphoria är en hårdrocks-EP utgiven 1996 av den före detta Kiss gitarristen Vinnie Vincent. Euphoria är Vincents första album där det bara är hans eget namn på omslaget. Återigen sjunger den gamle Vinnie Vincent Invasion-sångaren Robert Fleischman. Från första början kallades albumet "The Ep".

## Låtlista
Alla låtar är skrivna av Vinnie Vincent 
1. Euphoria
2. Get The Led Out
3. Wild Child
4. Full Shred

## Medverkande
- Vinnie Vincent - gitarr, elbas & bakgrundsvokaler
- Robert Fleischman - Sång
- V Meister - Trummor